# Adrian Pertl
Adrian Petrl, né le 22 avril 1996 à Sankt Veit an der Glan, est un skieur alpin autrichien. Il est spécialiste des épreuves techniques (slalom et slalom géant).

## Carrière
Il est originaire d'Ebene Reichenau et court pour le club WSV Reichenau-Turracherhoehe.
Actif dans les courses FIS depuis 2011-2012, il fait son entrée dans l'équipe nationale en 2013.
Adrian Petrl est champion du monde junior de slalom en 2017 à Are et champion national junior du slalom géant la même année. En janvier 2018, il court sa première épreuve dans la Coupe du monde au slalom de Schladming et marque ses premiers points dans le slalom de Kitzbühel en janvier 2020 (8e).
Alors qu'il vient d'obtenir deux podiums dans la Coupe d'Europe, à Jaun en slalom (troisième et premier), il monte sur son premier podium en Coupe du monde lors du slalom de Chamonix le 8 février 2020.
Sa saison 2021-2022 s'arrête à la suite du slalom géant de Val d'Isère en décembre. Il y subit une rupture du ligament croisé antérieur du genou droit nécessitant une intervention chirurgicale ainsi qu'une lésion méniscale.

## Palmarès

### Jeux mondiaux militaires
2e du slalom 2025

### Championnats du monde
| Épreuve / Édition     | Slalom |
| Mondiaux 2021 Cortina | Argent |

Légende :

— :  n'a pas participé à cette épreuve

### Coupe du monde
- Meilleur classement général : première saison.
- 1 podium.
- 1 podium par équipes.

### Championnats du monde junior
| Édition / Épreuve | Slalom géant | Slalom | Combiné |
| ----------------- | ------------ | ------ | ------- |
| Mondiaux 2017 Are | Or           | 7e     | Abandon |

### Coupe d'Europe
- 2 podiums, dont 1 victoire.

Palmarès à l'issue de la saison 2019-2020